# Нанкінська вулиця

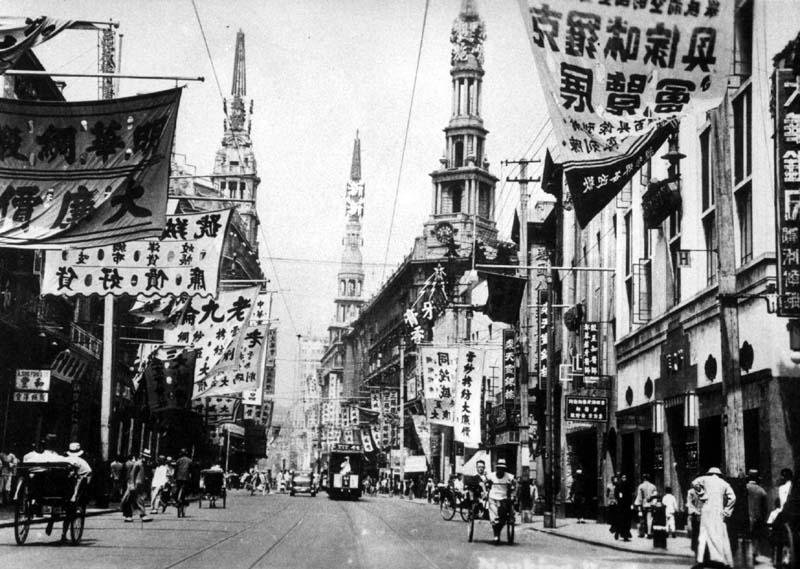
Нанкінська вулиця в 1930-х роках

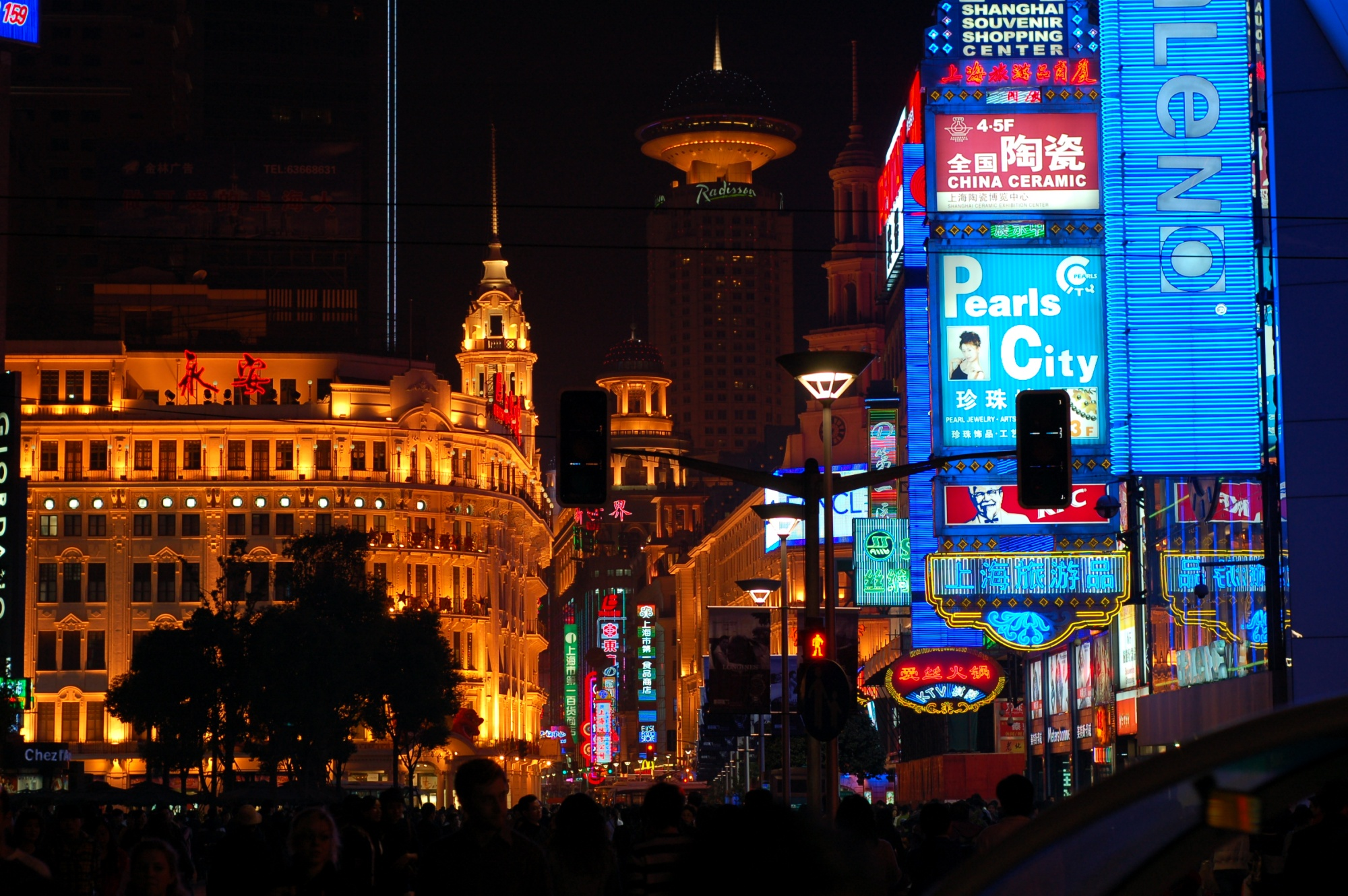
Нанкінська вулиця вночі

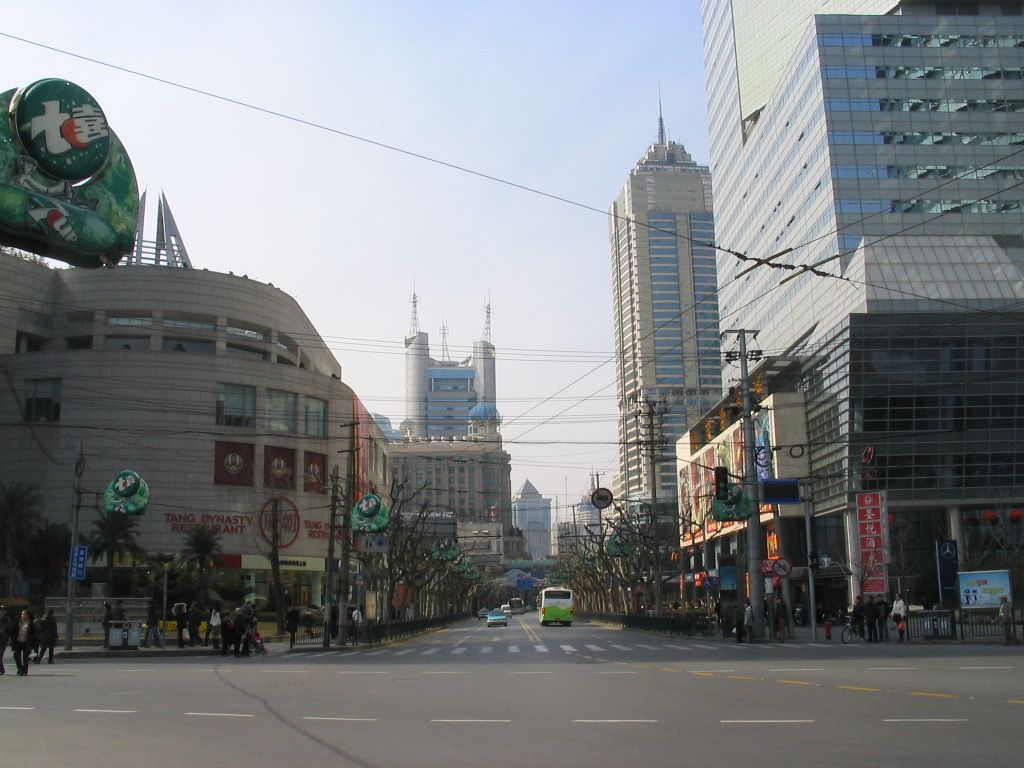
Західна Нанкінська вулиця

31°14′05″ пн. ш. 121°28′28″ сх. д. / 31.23472222° пн. ш. 121.47444444° сх. д.
Нанкінська вулиця (кит.: 南京路) — головна торгова вулиця Шанхая, КНР, та одна з найжвавіших торгових вулиць світу. Вулиця розташована в Пусі. Нанкінська вулиця складається з двох частин Західна Нанкінська вулиця та Східна Нанкінська вулиця, що є пішохідною. Східна частина вулиці бере свій початок від набережної Вайтань і тягнеться до Народної площі. Західна частина бере початок від Народної площі і тягнеться  до району Цзінань.

## Історія
Історія Нанкінської вулиці починається в 1851 році. В той час вона називалася Парк-лейн і починалася від набережної Вайтань і закінчувалася на перехресті з вулицею Хенань. В 1854 році її було подовжено до вулиці Чжецзян, а через вісім років до вулиці Сіцзан. У 1865 році муніципальною радою, що управлялася міжнародним сеттлментом, вулиця була названа Нанкінською, що в перекладі з китайської означало Головна дорога (大马路). На початку XX століття на вулиці було побудовано багато невеличких крамниць та вісім великих універмагів. В 1943 році була анульована діяльність міжнародного сеттлмент, а після Другої світової війни уряд розділив вулицю на дві частини Західну Нанкінську вулиця та Східну Нанкінську вулицю і дав загальну назву Нанкінська вулиця, загальною довжиною котрої становила 5 кілометрів.
В 2000 році вулиця була відремонтована згідно з усіма правилами пішохідної вулиці. Ширина пішохідної вулиці становить 28 метрів, а довжина 1200 метрів.

## Транспорт
Уздовж Нанкінської вулиці проходить 2 лінія метро. На Нанкінській вулиці розташовано три станції метро:
- Західна Нанкінська вулиця (раніше відома як вулиця Хенань Чжун) знаходиться на Східній вулиці, неподалік від набережної Вайтань.
- Східна Нанкінська вулиця (раніше вулиця Шімень) знаходиться на початку західної частини вулиці, неподалік від Народної площі.
- Храм Цзінь Ань знаходиться наприкінці Західної частини вулиці.